# الوادي (سنحان)

تعديل مصدري - تعديل

الوادي هي إحدى قرى عزلة الربع الغربي بمديرية سنحان وبني بهلول التابعة لمحافظة صنعاء، بلغ تعداد سكانها 709 نسمة حسب تعداد اليمن لعام 2004.